# Liste der Volksbegehren in Österreich
Das erste Volksbegehren in Österreich wurde 1964 durchgeführt. Bisher – Stand 26. September 2022 – wurden 72 Volksbegehren durchgeführt. 58 von diesen waren davon insoweit erfolgreich, dass die Anzahl der Unterstützungsunterschriften die gesetzlich festgelegte Mindestzahl erreichte, ab der eine Behandlung im Nationalrat verpflichtend ist. Dafür werden aktuell (seit oder nach 1981) 100.000 Unterschriften benötigt, bis 1981 waren es noch 200.000. Alternativ sind auch die Stimmen von je mindestens einem Sechstel der Wahlberechtigten dreier Bundesländer ausreichend – eine Bestimmung, die bisher noch nie entscheidend war.

## Durchgeführte Volksbegehren
| #  | Zeitraum Eintragungswoche       | Thema                                                                                       | Unterschriften |               | Beteiligung (*) |        | Betreiber                                                                               |
| -- | ------------------------------- | ------------------------------------------------------------------------------------------- | -------------- | ------------- | --------------- | ------ | --------------------------------------------------------------------------------------- |
| 01 | 5.–12. Oktober 1964             | Österreichischer Rundfunk, Gesellschaft m.b.H.                                              | 832.353        |               | 17,27 %         |        | 034.841 Unterstützungserklärungen                                                       |
| 2  | 4.–11. Mai 1969                 | Schrittweise Einführung der 40-Stunden-Woche                                                | 889.659        |               | 17,74 %         |        | 74 SPÖ-Abg. z. NR (mind. 15 Mitgl. d. NR – § 3 Abs. 3 VolksbegehrenG)                   |
| 03 | 12.–19. Mai 1969                | Abschaffung der 13. Schulstufe                                                              | 339.407        |               | 6,77 %          |        | 17 Mitgl. d. Steir. LT, 14 Mitgl. d. Sbg. LT, 14 Mitgl. d. Ktn. LT, 5 Mitgl. d. Vbg. LT |
| 04 | 24. November – 1. Dezember 1975 | Schutz des menschlichen Lebens                                                              | 895.665        |               | 17,93 %         |        | 762.664 Unterstützungserklärungen                                                       |
| 05 | 3.–10. November 1980            | Pro-Zwentendorf-Volksbegehren (Atomkraftwerk)                                               | 421.282        |               | 8,04 %          |        | 033.388 Unterstützungserklärungen                                                       |
| 06 | 3.–10. November 1980            | Anti-Zwentendorf-Volksbegehren (Atomkraftwerk)                                              | 147.016        |               | 2,80 %          |        | 013.516 Unterstützungserklärungen                                                       |
| 07 | 10.–17. Mai 1982                | Konferenzzentrum-Einsparungsgesetz                                                          | 1.361.562      |               | 25,74 %         |        | sämtl. ÖVP-LAbg. aller Bundesländer                                                     |
| 08 | 4.–11. März 1985                | Konrad-Lorenz-Volksbegehren (Hainburger Au)                                                 | 353.906        |               | 6,55 %          |        | 056.870 Unterstützungserklärungen                                                       |
| 09 | 22.–29. April 1985              | Volksbegehren zwecks Verlängerung des Zivildienstes                                         | 196.376        |               | 3,63 %          |        | 048.774 Unterstützungserklärungen                                                       |
| 10 | 4.–11. November 1985            | Volksbegehren gegen Abfangjäger – für eine Volksabstimmung                                  | 121.182        |               | 2,23 %          |        | 018.433 Unterstützungserklärungen                                                       |
| 11 | 3.–10. März 1986                | Anti-Draken-Volksbegehren im Bundesland Steiermark                                          | 244.254        |               | 4,50 %          |        | 140.817 Unterstützungserklärungen                                                       |
| 12 | 22.–29. Juni 1987               | Anti-Privilegien-Volksbegehren                                                              | 250.697        |               | 4,57 %          |        | sämtliche 18 FPÖ-Abg. z. NR                                                             |
| 13 | 29. Mai – 5. Juni 1989          | Volksbegehren zur Senkung der Klassenschülerzahl                                            | 219.127        |               | 3,93 %          |        | 026.643 Unterstützungserklärungen                                                       |
| 14 | 27. November – 4. Dezember 1989 | Volksbegehren zur Sicherung der Rundfunkfreiheit in Österreich                              | 109.197        |               | 1,95 %          |        | mehr als 8 FPÖ-Abg. z. NR                                                               |
| 15 | 11.–18. November 1991           | Volksbegehren für eine Volksabstimmung über einen Beitritt zum Europäischen Wirtschaftsraum | 126.834        |               | 2,25 %          |        | sämtliche 10 Abg. z. NR der Grünen Alternative                                          |
| 16 | 25. Jänner – 1. Februar 1993    | Volksbegehren „Österreich zuerst“                                                           | 416.531        |               | 7,35 %          |        | mehr als 8 FPÖ-Abg. z. NR                                                               |
| 17 | 12.–19. Juni 1995               | Volksbegehren „Pro Motorrad“                                                                | 75.525         |               | 1,31 %          |        | 012.812 Unterstützungserklärungen                                                       |
| 18 | 18.–25. März 1996               | Tierschutz-Volksbegehren                                                                    | 459.096        |               | 7,96 %          |        | 35 Abg. z. NR (FPÖ, GRÜNE)                                                              |
| 19 | 18.–25. März 1996               | Neutralitäts-Volksbegehren                                                                  | 358.156        |               | 6,21 %          |        | 031.166 Unterstützungserklärungen                                                       |
| 20 | 7.–14. April 1997               | Gentechnik-Volksbegehren                                                                    | 1.225.790      |               | 21,23 %         |        | 8 GRÜNE-Abg. z. NR                                                                      |
| 21 | 7.–14. April 1997               | Frauen-Volksbegehren                                                                        | 644.665        |               | 11,17 %         |        | 23 Abg. z. NR (SPÖ, GRÜNE)                                                              |
| 22 | 24. November – 1. Dezember 1997 | Volksbegehren „Schilling-Volksabstimmung“                                                   | 253.949        |               | 4,43 %          |        | 9 FPÖ-Abg. z. NR                                                                        |
| 23 | 24. November – 1. Dezember 1997 | Volksbegehren „Atomfreies Österreich“                                                       | 248.787        |               | 4,34 %          |        | 9 FPÖ-Abg. z. NR                                                                        |
| 24 | 9.–16. September 1999           | Familien-Volksbegehren                                                                      | 183.154        |               | 3,17 %          |        | 016.875 Unterstützungserklärungen                                                       |
| 25 | 29. November – 6. Dezember 2000 | Volksbegehren neue EU-Abstimmung                                                            | 193.901        |               | 3,35 %          |        | 008.243 Unterstützungserklärungen                                                       |
| 26 | 6.–13. November 2001            | Bildungsoffensive- und Studiengebühren Volksbegehren                                        | 173.594        |               | 2,98 %          |        | 048.626 Unterstützungserklärungen                                                       |
| 27 | 14.–21. Jänner 2002             | Volksbegehren Veto gegen Temelín                                                            | 914.973        |               | 15,53 %         |        | 016.562 Unterstützungserklärungen                                                       |
| 28 | 3.–10. April 2002               | Volksbegehren „Sozialstaat Österreich“                                                      | 717.102        |               | 12,20 %         |        | 038.212 Unterstützungserklärungen                                                       |
| 29 | 29. Juli – 5. August 2002       | Volksbegehren gegen Abfangjäger                                                             | 624.807        |               | 10,65 %         |        | 018.325 Unterstützungserklärungen                                                       |
| 30 | 10.–17. Juni 2003               | Volksbegehren „Atomfreies Europa“                                                           | 131.772        |               | 2,23 %          |        | 009.567 Unterstützungserklärungen                                                       |
| 31 | 22.–29. März 2004               | Pensions-Volksbegehren                                                                      | 627.559        |               | 10,53 %         |        | 033.272 Unterstützungserklärungen                                                       |
| 32 | 6.–13. März 2006                | Volksbegehren „Österreich bleib frei!“                                                      | 258.281        |               | 4,28 %          |        | 008.685 Unterstützungserklärungen                                                       |
| 33 | 27. Juli – 3. August 2009       | Volksbegehren „Stopp dem Postraub“                                                          | 140.622        |               | 2,23 %          |        | 037.517 Unterstützungserklärungen                                                       |
| 34 | 28. Februar – 7. März 2011      | Volksbegehren „RAUS aus EURATOM“                                                            | 98.698         |               | 1,56 %          |        | 008.171 Unterstützungserklärungen                                                       |
| 35 | 3.–10. November 2011            | Volksbegehren Bildungsinitiative                                                            | 383.724        |               | 6,07 %          |        | 051.869 Unterstützungserklärungen                                                       |
| 36 | 15.–22. April 2013              | Volksbegehren Demokratie Jetzt!                                                             | 69.841         |               | 1,19 %          |        | 011.930 Unterstützungserklärungen                                                       |
| 37 | 15.–22. April 2013              | Volksbegehren gegen Kirchenprivilegien                                                      | 56.660         |               | 0,89 %          |        | 008.567 Unterstützungserklärungen                                                       |
| 38 | 24. Juni – 1. Juli 2015         | Volksbegehren „EU-Austritt“                                                                 | 261.159        |               | 4,12 %          |        | 009.791 Unterstützungserklärungen                                                       |
| 39 | 23.–30. Jänner 2017             | Volksbegehren „Gegen TTIP / CETA“                                                           | 562.552        |               | 8,88 %          |        | 039.854 Unterstützungserklärungen                                                       |
| 40 | 1.–8. Oktober 2018              | „Frauen*Volksbegehren“                                                                      | 481.906        |               | 7,56 %          | [ 5 ]  | 247.436 Unterstützungserklärungen                                                       |
| 41 | 1.–8. Oktober 2018              | Volksbegehren „Don’t smoke“                                                                 | 881.569        |               | 13,82 %         | [ 7 ]  | 591.146 Unterstützungserklärungen                                                       |
| 42 | 1.–8. Oktober 2018              | Volksbegehren „ORF ohne Zwangsgebühren“                                                     | 320.239        |               | 5,02 %          | [ 10 ] | 069.100 Unterstützungserklärungen                                                       |
| 43 | 25. März – 1. April 2019        | Volksbegehren „CETA-Volksabstimmung“                                                        | 28.539         | [ 12 ]        | 0,45 %          | [ 12 ] | WIR für Österreich; Bevollmächtigter: Robert Marschall                                  |
| 44 | 25. März – 1. April 2019        | Volksbegehren „Für verpflichtende Volksabstimmungen“                                        | 27.568         | [ 12 ]        | 0,43 %          | [ 12 ] | WIR für Österreich; Bevollmächtigter: Robert Marschall                                  |
| 45 | 18.–25. November 2019           | Bedingungsloses Grundeinkommen                                                              | 69.940         | [ 15 ]        | 1,10 %          | [ 15 ] | 014.760 Unterstützungserklärungen                                                       |
| 46 | 22.–29. Juni 2020               | Klimavolksbegehren                                                                          | 380.590        | [ 16 ]        | 5,96 %          | [ 16 ] | Sprecherin: Katharina Rogenhofer                                                        |
| 47 | 22.–29. Juni 2020               | Volksbegehren „Smoke – NEIN“                                                                | 140.527        | [ 16 ]        | 2,20 %          | [ 16 ] | Initiative Gemeinsam Entscheiden (IGE) um Marcus Hohenecker                             |
| 48 | 22.–29. Juni 2020               | Volksbegehren „Smoke – JA“                                                                  | 33.265         | [ 16 ]        | 0,52 %          |        | Initiative Gemeinsam Entscheiden (IGE)                                                  |
| 49 | 22.–29. Juni 2020               | Volksbegehren „Asyl europagerecht umsetzen“                                                 | 135.087        | [ 16 ]        | 2,12 %          | [ 16 ] |                                                                                         |
| 50 | 22.–29. Juni 2020               | Volksbegehren „EURATOM-Ausstieg“                                                            | 100.482        | [ 16 ]        | 1,57 %          | [ 16 ] | WIR für Österreich; Bevollmächtigter: Robert Marschall                                  |
| 51 | 18.–25. Jänner 2021             | Tierschutzvolksbegehren                                                                     | 416.229        | [ 18 ]        | 6,52 %          | [ 18 ] | 6.379.781 Stimmberechtigte Position 19/53                                               |
| 52 | 18.–25. Jänner 2021             | Volksbegehren „Impf-Freiheit“ (gegen Impf-Pflicht)                                          | 259.250        | [ 18 ]        | 4,06 %          | [ 18 ] | Position 30/53                                                                          |
| 53 | 18.–25. Jänner 2021             | Volksbegehren „Ethik für Alle“ (Schulunterricht)                                            | 159.979        | [ 18 ]        | 2,51 %          | [ 18 ] | Position 37/53                                                                          |
| 54 | 20.–27. September 2021          | Volksbegehren „Impfpflicht: Striktes Nein“ (COVID-19-Pandemie)                              | 269.391        |               | 4,2(2) %        |        | Initiative IGE um Marcus Hohenecker Position 29/57                                      |
| 55 | 20.–27. September 2021          | Volksbegehren „Impfpflicht: Notfalls Ja“ (COVID-19-Pandemie)                                | 65.729         |               | 1,03 %          |        | Initiative IGE um Marcus Hohenecker Position 53/57                                      |
| 56 | 20.–27. September 2021          | Volksbegehren „Kauf Regional“ (Regionaltransferabgabe)                                      | 146.295        |               | 2,2(9) %        |        | von Eduard Egger (FPÖ, Lungau) Position xx/57                                           |
| 57 | 20.–27. September 2021          | Volksbegehren „Notstandshilfe“                                                              | 79.134         |               | 1,24 %          |        | Bevollmächtigter Thomas Eireiner Position 50/57                                         |
| 58 | 2.–9. Mai 2022                  | Volksbegehren „Rechtsstaat & Antikorruptionsvolksbegehren“                                  | 307.629        | [ 20 ] [ 21 ] | 4,84 %          |        | Bevollmächtigter Martin Kreutner 80.400 Unterstützungserklärungen Position 25/64        |
| 59 | 2.–9. Mai 2022                  | Volksbegehren „Arbeitslosengeld RAUF!“                                                      | 86.217         |               | 1,36 %          |        | Bevollmächtigter Norbert Bauer Position xx/64                                           |
| 60 | 2.–9. Mai 2022                  | Volksbegehren „NEIN zur Impfpflicht“ (COVID-19-Pandemie)                                    | 246.878        |               | 3,88 %          |        | Bevollmächtigter Robert Marschall Position xx/64                                        |
| 61 | 2.–9. Mai 2022                  | Volksbegehren „Bedingungsloses Grundeinkommen umsetzen!“                                    | 168.981        |               | 2,66 %          |        | Bevollmächtigter Klaus Sambor Position xx/64                                            |
| 61 | 2.–9. Mai 2022                  | Volksbegehren „Impfpflichtabstimmung: NEIN respektieren!“ (COVID-19-Pandemie)               | 246.476        |               | 3,87 %          |        | Bevollmächtigter Werner Bolek Position xx/64                                            |
| 62 | 2.–9. Mai 2022                  | Volksbegehren „Mental Health Jugendvolksbegehren“                                           | 138.131        |               | 2,17 %          |        | Bevollmächtigter Carina Reithmaier Position xx/64                                       |
| 63 | 2.–9. Mai 2022                  | Volksbegehren „Stoppt Lebendtier-Transportqual“                                             | 426.938        |               | 6,71 %          |        | Bevollmächtigter Gottfried Waldhäusl Position xx/64                                     |
| 64 | 20.–27. Juni 2022               | Volksbegehren „Rücktritt Bundesregierung“                                                   | 172.712        |               |                 |        | Bevollmächtigter Elias Mühlbauer                                                        |
| 65 | 20.–27. Juni 2022               | Volksbegehren „Keine Impfpflicht“                                                           | 242.168        |               |                 |        | Bevollmächtigter Florian Höllwarth                                                      |
| 66 | 19.–26. September 2022          | Volksbegehren „COVID-Maßnahmen abschaffen“                                                  | 218.801        |               |                 |        | Bevollmächtigter Robert Marschall                                                       |
| 67 | 19.–26. September 2022          | Volksbegehren „Black Voices“                                                                | 99.381         |               |                 |        | Bevollmächtigter Noomi Anyanwu                                                          |
| 68 | 19.–26. September 2022          | Volksbegehren „Wiedergutmachung der COVID-19-Massnahmen“                                    | 184.936        |               |                 |        | Bevollmächtigter Christian Fiala                                                        |
| 69 | 19.–26. September 2022          | Volksbegehren „Recht auf Wohnen“                                                            | 134.664        |               |                 |        | Bevollmächtigter Helmut Bitschnau                                                       |
| 70 | 19.–26. September 2022          | Volksbegehren „Kinderrechte-Volksbegehren“                                                  | 172.015        |               |                 |        | Bevollmächtigter Lukas Papula                                                           |
| 71 | 19.–26. September 2022          | Volksbegehren „GIS Gebühr abschaffen“                                                       | 364.348        |               |                 |        | Bevollmächtigter Dominik Schmied                                                        |
| 72 | 19.–26. September 2022          | Volksbegehren „Für uneingeschränkte Bargeldzahlung“                                         | 530.938        |               |                 |        | Bevollmächtigter Sabine Hatzl                                                           |

Anmerkungen:
(*) Beteiligung in Prozent der Stimmberechtigten

## Änderungen ab 2018
Unterstützungserklärungen können seit 1. Jänner 2018 unabhängig vom Hauptwohnsitz in jeder beliebigen Gemeinde und auch online mittels ID Austria oder Bürgerkarte unterschrieben werden. Dies gilt sowohl für die Abgabe einer Unterstützungserklärung als auch für die Unterzeichnung eines Volksbegehrens.
Für ein Volksbegehren wird die Unterstützung von einem Promille der österreichischen Bevölkerung benötigt, damit der Einleitungsantrag akzeptiert wird. Mit Stand 2018 liegt diese Hürde bei 8.401 Unterstützungserklärungen.
Die beim Innenministerium registrierten Volksbegehren sind online aufrufbar.